# Inabe

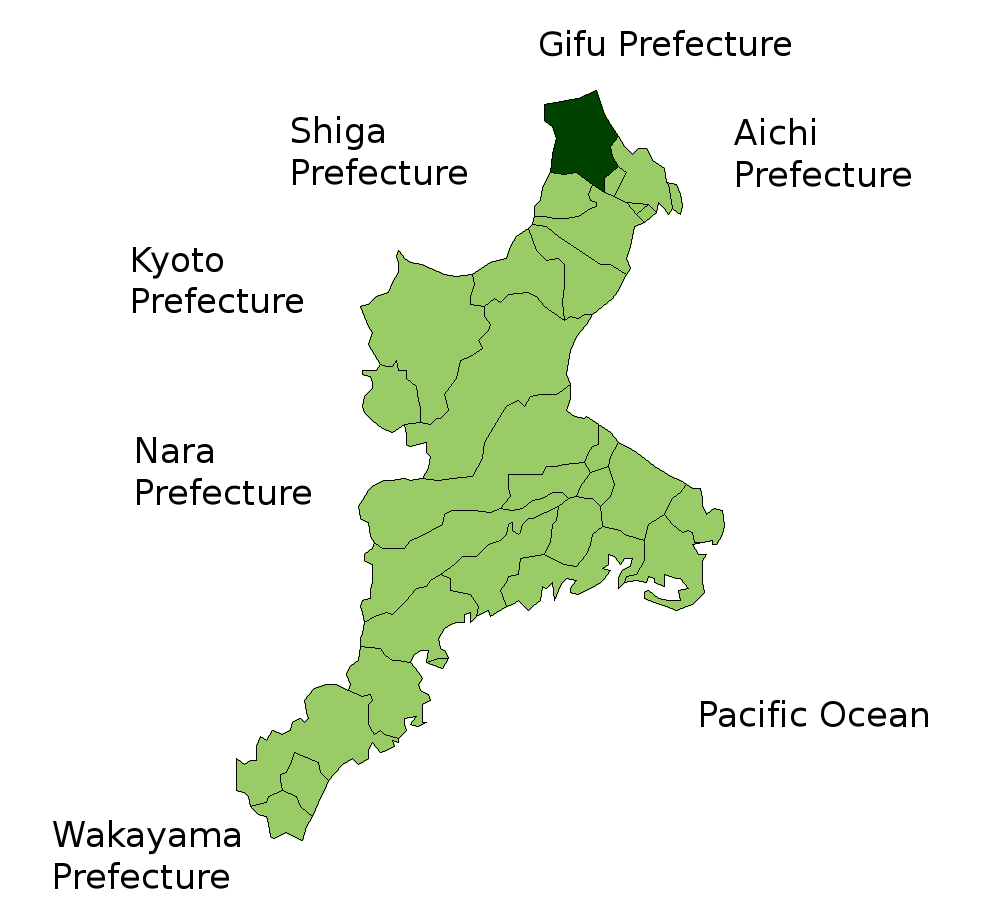

Inabe (いなべ市 Inabe-shi?) este un municipiu din Japonia, prefectura Mie.